# Maria Hawkins
Lena Maria Hawkins (Wiltshire, 5 de maio de 1962) é uma ex-ciclista inglês. Ela representou o Canadá nos Jogos Olímpicos de Verão de 1992, em Barcelona.